# ریسانی
ریسانی، روستایی است از توابع بخش مرکزی شهرستان دالاهو استان کرمانشاه ایران.

## جمعیت
این روستا در دهستان بیونیج قرار داشته و بر اساس سرشماری سال ۱۳۸۵ جمعیت آن (18خانوار) 71نفر بوده‌است.

## منبع
1. ↑  درگاه ملی آمار